# South Kilworth
Pour les articles homonymes, voir Kilworth.
South Kilworth est une paroisse civile et un village du Leicestershire, en Angleterre.